# Dário Frederico da Silva
Dário Frederico da Silva (sinh ngày 11 tháng 9 năm 1991), thường được gọi là Dário hoặc Dário Jr., là một cầu thủ bóng đá người Brazil hiện đang thi đấu cho câu lạc bộ Sài Gòn FC tại V.League 1.

## Sự nghiệp
Vào tháng 7 năm 2014, Dário ký hợp đồng hai năm với CD Trofense tại giải Segunda Liga của Bồ Đào Nha. Một năm sau, Dário ký hợp đồng với đội bóng mới thăng hạng tại giải Azerbaijan Premier League là Kapaz.
Vào ngày 11 tháng 6 năm 2018, Dário đã ký hợp đồng một năm với Neftçi.
Vào ngày 30 tháng 1 năm 2019, Neftçi thông báo rằng họ đã bán Dário cho câu lạc bộ Daegu.
Vào ngày 14 tháng 6 năm 2019, Dário trở lại Neftçi theo hợp đồng hai năm từ Daegu. Vào ngày 10 tháng 7 năm 2020, Dário trở thành cầu thủ tự do sau khi hợp đồng của anh tại câu lạc bộ Neftçi bị chấm dứt do hai bên không tìm được tiếng nói chung.
Vào ngày 23 tháng 7 năm 2020, Dário ký hợp đồng với Riga FC.

## Thống kê sự nghiệp
Tính đến ngày 1 tháng 3 năm 2020
| Câu lạc bộ          | Mùa giải            | Giải                | Giải    | Giải      | Cúp quốc gia | Cúp quốc gia | League Cup | League Cup | Continental | Continental | Tổng    | Tổng      |
| Câu lạc bộ          | Mùa giải            | Giải đấu            | Số trận | Bàn thắng | Số trận      | Bàn thắng    | Số trận    | Bàn thắng  | Số trận     | Bàn thắng   | Số trận | Bàn thắng |
| ------------------- | ------------------- | ------------------- | ------- | --------- | ------------ | ------------ | ---------- | ---------- | ----------- | ----------- | ------- | --------- |
| AA Flamengo         | 2012                | Paulista Série A3   | 15      | 2         | –            | –            | –          | –          | –           | –           | 15      | 2         |
| AA Flamengo         | 2013                | Paulista Série A3   | 20      | 4         | –            | –            | –          | –          | –           | –           | 20      | 4         |
| AA Flamengo         | 2014                | Paulista Série A3   | 16      | 2         | –            | –            | –          | –          | –           | –           | 16      | 2         |
| AA Flamengo         | Tổng                | Tổng                | 51      | 8         | –            | –            | –          | –          | –           | –           | 51      | 8         |
| Marília (mượn)      | 2012                | Série D             | 2       | 0         | –            | –            | –          | –          | –           | –           | 2       | 0         |
| Trofense            | 2014–15             | Segunda Liga        | 41      | 3         | 1            | 0            | 5          | 0          | –           | –           | 47      | 3         |
| Kapaz               | 2015–16             | APL                 | 12      | 3         | 0            | 0            | –          | –          | –           | –           | 12      | 3         |
| Kapaz               | 2016–17             | APL                 | 22      | 4         | 1            | 0            | –          | –          | 4           | 1           | 27      | 5         |
| Kapaz               | Tổng                | Tổng                | 34      | 7         | 1            | 0            | –          | –          | 4           | 1           | 39      | 8         |
| Seongnam            | 2017                | K League 2          | 0       | 0         | 0            | 0            | –          | –          | –           | –           | 0       | 0         |
| Kapaz               | 2017–18             | APL                 | 13      | 4         | 0            | 0            | –          | –          | –           | –           | 13      | 4         |
| Neftçi              | 2018–19             | APL                 | 14      | 3         | 1            | 0            | 2          | 0          | –           | –           | 17      | 3         |
| Daegu               | 2019                | K League 1          | 3       | 0         | 0            | 0            | –          | –          | –           | –           | 3       | 0         |
| Neftçi              | 2019–20             | APL                 | 17      | 1         | 2            | 0            | 6          | 3          | –           | –           | 25      | 4         |
| Tổng cộng sự nghiệp | Tổng cộng sự nghiệp | Tổng cộng sự nghiệp | 175     | 26        | 5            | 0            | 13         | 3          | 4           | 1           | 197     | 30        |